# Medal Guznee i Kabulu
Ghuznee and Cabul Medal – jeden z medali kampanii brytyjskich ustanowiony w roku 1842.

## Zasady nadawania
Nadawany za służbę w Ghazni i Kabulu.
Podczas swojego marszu z Kandaharu do Kabulu przez Ghazni, generał sir William Nott uwolnił 327 ludzi z 27. bengalskiego pułku piechoty, którzy przyłączyli się do jego wojsk.

## Opis medalu
Srebrny medal o średnicy 1,4 cala
Awers: głowa w koronie królowej Wiktorii i inskrypcją VICTORIA VINDEX, część z tych medali została później wydana z inskrypcją VICTORIA REGINA.
Rewers: wewnątrz wieńca laurowego zwieńczonego koroną legenda GHUZNEE / CABUL / 1842.
Większość medali była grawerowana imiennie na krawędzi, z wyjątkiem medali nadawanych żołnierzom z kontyngentu, którym dowodził Shah Shujah.
Większość z 932 nagrodzonych medalem Jellalabad Medal również otrzymała ten medal.
Wydano około 1 527 medali.